# Michael Quaas (Rechtswissenschaftler)
Michael Quaas (* 1948 in Mülheim an der Ruhr) ist ein deutscher Fachanwalt für Medizin- und Verwaltungsrecht, Richter a. D., Lehrbeauftragter und Autor von Fachliteratur.

## Leben & Wirken
Michael Quaas studierte von 1969 bis 1973 Rechtswissenschaft in Freiburg im Breisgau, Bonn und Frankfurt am Main. 1974 erwarb er im Rahmen eines Fulbright-Stipendiums den Abschluss des Master of Comparative Law (M.C.L.) an der University of Chicago (USA). Anschließend war er während seines juristischen Vorbereitungsdienstes als Assistent am Max-Planck-Institut für ausländisches und internationales Privatrecht in Hamburg tätig und promovierte 1977 an der Albert-Ludwigs-Universität Freiburg zum Doctor iuris utriusque.  Von 1978 bis 1981 war Quaas zunächst Richter am Verwaltungsgericht Hamburg.
Anschließend wechselte er in den Anwaltsberuf als Mitglied der Kanzlei Gleiss Lutz in Stuttgart. Seit der Gründung 1982 war Quaas Sozius der Kanzlei Zuck & Quaas und später Mitgründer der 2004 ins Leben gerufenen Kanzlei Quaas & Partner. Seitdem ist er als Fachanwalt auf Medizin- und Verwaltungsrecht spezialisiert. Von 2008 bis 2018 war er ehrenamtlich als Richter im Senat für Anwaltssachen des Bundesgerichtshofes tätig.
In den 1990er Jahren wurde Quaas zum Leiter des Fachinstituts für Verwaltungsrecht und 2005 zum Leiter des Fachinstituts für Medizinrecht des Deutschen Anwaltsinstituts (DAI) bestellt. 1984 erhielt er einen Lehrauftrag an der Hochschule für öffentliche Verwaltung und Finanzen Ludwigsburg, 2002 erfolgte seine Ernennung zum Honorarprofessor. Weiterhin wirkt er seit 1995 als Lehrbeauftragter an der Ruprecht-Karls-Universität Heidelberg.
Er verfasste Bücher und Beiträge insbesondere zum Medizin- und Verwaltungsrecht sowie zum anwaltlichen Berufs- und zum Verfassungsrecht; er ist Autor von Kommentaren und anderen Veröffentlichungen.

## Auszeichnungen
- 2002: Wilhelm-von-Humboldt-Medaille des Bundesverbandes der Freien Berufe[1]
- 2016: Verdienstkreuz am Bande des Verdienstordens der Bundesrepublik Deutschland[4]
- 2017: Deutschlands beste Kanzleien und Anwälte, Rechtsgebiet Öffentliches Wirtschaftsrecht, Handelsblatt, Best Lawyers[9]
- 2018: Die besten Anwälte des Jahres, Rechtsgebiet Öffentliches Wirtschaftsrecht, Handelsblatt, Best Lawyers[10]
- 2019: WirtschaftsWoche-Topkanzleien Medizinrecht[11]

## Buchveröffentlichungen (Auswahl)
- Staatliche Hilfe an Kirchen und kirchliche Institutionen in den Vereinigten Staaten von Amerika. (Dissertation), 1977
- Das Recht des Versorgungsvertrages für Krankenhäuser und Vorsorge- und Rehabilitationseinrichtungen. Deutsche Krankenhausverlagsgesellschaft mbH. 2000, ISBN 978-3-928083-86-7
- Erschließungs- und Erschließungsbeitragsrecht, C. H. Beck, München 1985, ISBN 978-3-406-30622-8
- mit Karl Müller: Normenkontrolle und Bebauungsplan, Werner-Verlag, Düsseldorf 1986, ISBN 978-3-8041-2946-7
- Kommunales Abgaberecht, C. H. Beck, München 1997, ISBN 978-3-406-42533-2
- mit Rüdiger Zuck & Thomas Clemens: Medizinrecht, 4. vollständig neu bearbeitete Edition, NJW-Praxis, C. H. Beck, München 2018, ISBN 978-3-406-70773-5
- mit Rüdiger Zuck, Michael Funke-Kaiser (Hrsg.): Prozesse in Verwaltungssachen, 3. Auflage, Nomos Verlag, Baden-Baden 2018, ISBN 978-3-8487-4058-1